# مايك كوب
مايك كوب (بالإنجليزية: Mike Cobb)‏ هو لاعب كرة قدم أمريكية أمريكي، ولد في 20 ديسمبر 1955 في يونغزتاون في الولايات المتحدة.

## وصلات خارجية
- مايك كوب على موقع مرجع كرة القدم المحترفة.كوم (الإنجليزية)